# Эдрайант далматский
Эдрайант далматский (лат. Edraianthus dalmaticus) — вид травянистых растений рода Эдрайант (Edraianthus) семейства Колокольчиковые (Campanulaceae).

## Ареал
Эндемичный вид северо-запада Балканского полуострова, распространённый в Хорватии, Боснии и Герцеговине и Черногории на известковых скалах субальпийского и альпийского поясов Динарских гор.

## Ботаническое описание
Небольшие многолетние травы. Стебли от восходящих до прямостоячих, голые, простые. Листья узкие, светло-зелёные.
Цветки почти сидячие, собраны в кисть. Зубцы чашечки широкотреугольные, реснитчатые, значительно короче завязи, без придатков. Венчик сине-фиолетовый, голый. Завязь голая, очень редко слабоопушённая.
Цветение в мае—июне.

## Таксономия
Edraianthus dalmaticus (A.DC.) A.DC., Prodr. 7(2): 449 (1839).
Видовой эпитет образован от названия исторической области Далмации (лат. Dalmatia).
Синонимы
- Campanopsis dalmatica (A.DC.) Kuntze (1891)
- Campanula caudata Vis. (1847)
- Campanula dalmatica (A.DC.) D.Dietr. (1839), nom. illeg.
- Edraianthus caudatus (Vis.) Rchb. (1907)
- Wahlenbergia caudata (Vis.) Vatke (1874)
- Wahlenbergia dalmatica A.DC. (1830)basionym